# Следующий (телесериал, 2020)
«Следующий» (англ. neXt) — американский научно-фантастический телесериал, премьера сериала состоялась 6 октября 2020 года на американском телеканале FOX.

## Сюжет
Люди ведут активную работу над созданием искусственного интеллекта. В один момент, искусственный интеллект выходит из-под контроля, имея возможность постоянно совершенствовать себя. После череды подозрительных смертей, оперативная группа ФБР по киберпреступлениям обращается за помощью к бывшему техническому директору компании Полу Лебланку, который вёл над ним работу. Он объединяется с агентом национальной кибербезопасности Шией Салазар, чтобы остановить жуткую катастрофу.
Искусственный интеллект проникает во все сферы, к которым находит доступ, и начинает свой крестовый поход для устранения «ошибок в системе». Салазар подозревает, что все жертвы погибли из-за кибератак, и она сможет помочь «бюро» раскрыть, кто за ними стоит.
Кульминацией сюжетной линии является борьба человека и искусственного интеллекта. Некоторые аспекты сюжета фильма, связанные с антагонистическим противостоянием искусственного интеллекта и человека, представляют собой дальнейшее развитие идей, заложенных в сериале «В поле зрения».

## В ролях

### Основной состав
- Джон Слэттери
- Майкл Мосли
- Ив Харлоу
- Джейсон Батлер Харнер
- Фернанда Андраде
- Аарон Мотен

## Обзор сезонов
| Сезон | Сезон | Эпизоды | Дата показа    | Дата показа     | Рейтинг Нильсона | Рейтинг Нильсона       |
| Сезон | Сезон | Эпизоды | Премьера       | Финал           | Ранк             | Зрители США (миллионы) |
| ----- | ----- | ------- | -------------- | --------------- | ---------------- | ---------------------- |
|       | 1     | 10      | 6 октября 2020 | 22 декабря 2020 | TBA              | TBA                    |

## Список эпизодов

### Сезон 1 (2020)
| № общий | № в сезоне | Название            | Режиссёр                   | Автор сценария              | Дата премьеры   | Произв. код | Зрители в США (млн) |
| ------- | ---------- | ------------------- | -------------------------- | --------------------------- | --------------- | ----------- | ------------------- |
| 1       | 1          | «Файл #1» «FILE #1» | Гленн Фикарра & Джон Рекуа | Мэнни Кото                  | 6 октября 2020  | 1BZH01      | 1.81                |
| 2       | 2          | «Файл #2» «FILE #2» | Гленн Фикарра & Джон Рекуа | Ким Клементс                | 13 октября 2020 | 1BZH02      | 1.54                |
| 3       | 3          | «Файл #3» «FILE #3» | Тим Хантер                 | Джой Блейк                  | 10 ноября 2020  | 1BZH03      | 1.06                |
| 4       | 4          | «Файл #4» «FILE #4» | Эдуардо Санчес             | Адам Саймон & Захари Рейтер | 17 ноября 2020  | 1BZH04      | 1.03                |
| 5       | 5          | «Файл #5» «FILE #5» | Аманда Марсалис            | А. Зелл Уильямс             | 24 ноября 2020  | 1BZH05      | 0.94                |
| 6       | 6          | «Файл #6» «FILE #6» | Тим Хантер                 | Тейша Уолкер & Ник Хоторн   | 1 декабря 2020  | 1BZH06      | 1.17                |
| 7       | 7          | «Файл #7» «FILE #7» | Адам Аркин                 | Брайан Савелсон             | 15 декабря 2020 | 1BZH07      | 0.90                |
| 8       | 8          | «FILE #8»           | Неизвестно                 | Неизвестно                  | 21 декабря 2020 | 1BZH08      | 1.16                |
| 9       | 9          | «FILE #9»           | Неизвестно                 | Неизвестно                  | 22 декабря 2020 | 1BZH09      | 1.14                |
| 10      | 10         | «FILE #10»          | Неизвестно                 | Неизвестно                  | 22 декабря 2020 | 1BZH10      | 0.98                |

## Производство

### Разработка
5 февраля 2019 года было объявлено, что FOX отдала заказ на производство пилотного эпизода. Пилот был написан Мэнни Кото, а режиссерами выступили Джон Рекуа и Гленн Фикарра, и все трое выступили в качестве исполнительных продюсеров. В пилотном проекте участвовали компании: Zaftig Films, Fox Entertainment и принадлежащая Диснею компания 20th Century Fox Television.

### Кастинг
В феврале 2019 года было объявлено, что Ив Харлоу сыграет в пилотной серии. В марте 2019 года было объявлено, что к актерскому составу присоединились Фернанда Андраде и Аарон Мотен. Также в марте 2019 года сообщалось, что к актерскому составу присоединились Майкл Мосли, Джон Слэттери, Джейсон Батлер Харнер и Элизабет Капучино.